# Windows Media
Windows Media (prescurtat WMP) este un cadru de lucru media pentru crearea și distribuirea Microsoft Windows.

### Aplicații
- Windows Media Center
- Windows Media Player
- Windows Media Encoder
- Windows Media Services
- Windows Movie Maker

### Formate
- Advanced Systems Format (ASF)
- Advanced Stream Redirector (ASX) și Windows Media Playlist (WPL)
- Windows Media Audio (WMA)
- Windows Media Video (WMV) și VC-1
- HD Photo
- DVR-MS
- SAMI